# 2020–2021-es UEFA Női Bajnokok Ligája
A 2020–2021-es UEFA Női Bajnokok Ligája a legrangosabb európai nemzetközi női labdarúgókupa, mely jelenlegi nevén 12., jogelődjeivel együttvéve 20. alkalommal került kiírásra. A döntőnek a göteborgi Gamla Ullevi adott otthont.

## Résztvevők

### Nemzeti bajnokságok rangsora
A csapatok utóbbi öt évben (2015-20) nyújtott teljesítménye alapján, az UEFA rangsorba helyezi a női nemzeti bajnokságokat (ún. bajnokság-együttható). Ez alapján döl el, mely országok indíthatnak két csapatot a tornán, illetve, hogy a Főtáblán vagy a Selejtezőben kell-e csatlakoznia a mezőnyhöz egy csapatnak.
| Hely. | Szövetség     | Koeff. | CS |
| ----- | ------------- | ------ | -- |
| 1     | Franciaország | 90.500 | 2  |
| 2     | Németország   | 77.500 | 2  |
| 3     | Anglia        | 53.500 | 2  |
| 4     | Svédország    | 53.000 | 2  |
| 5     | Spanyolország | 52.000 | 2  |
| 6     | Csehország    | 39.000 | 2  |
| 7     | Dánia         | 36.500 | 2  |
| 8     | Olaszország   | 33.000 | 2  |
| 9     | Svájc         | 31.000 | 2  |
| 10    | Hollandia     | 30.000 | 2  |
| 11    | Norvégia      | 28.500 | 2  |
| 12    | Kazahsztán    | 26.000 | 2  |
| 13    | Oroszország   | 26.000 | 1  |
| 14    | Skócia        | 24.500 | 1  |
| 15    | Izland        | 21.000 | 1  |
| 16    | Litvánia      | 21.000 | 1  |
| 17    | Ciprus        | 19.000 | 1  |
| 18    | Ausztria      | 19.000 | 1  |
| 19    | Lengyelország | 18.000 | 1  |

| Hely. | Szövetség           | Koeff. | CS |
| ----- | ------------------- | ------ | -- |
| 20    | Szerbia             | 13.500 | 1  |
| 21    | Fehéroroszország    | 12.500 | 1  |
| 22    | Bosznia-Hercegovina | 12.000 | 1  |
| 23    | Románia             | 12.000 | 1  |
| 24    | Portugália          | 11.000 | 1  |
| 25    | Görögország         | 10.500 | 1  |
| 26    | Belgium             | 10.500 | 1  |
| 27    | Magyarország        | 10.500 | 1  |
| 28    | Ukrajna             | 10.000 | 1  |
| 29    | Finnország          | 9.500  | 1  |
| 30    | Horvátország        | 9.000  | 1  |
| 31    | Írország            | 8.500  | 1  |
| 32    | Szlovénia           | 8.000  | 1  |
| 33    | Törökország         | 7.500  | 1  |
| 34    | Albánia             | 5.500  | 1  |
| 35    | Bulgária            | 5.000  | 1  |
| 36    | Izrael              | 5.000  | 1  |
| 37    | Észtország          | 4.500  | 1  |

| Hely. | Szövetség      | Koeff. | CS     |
| ----- | -------------- | ------ | ------ |
| 38    | Szlovákia      | 3.000  | 1      |
| 39    | Wales          | 2.500  | 1      |
| 40    | Feröer         | 2.500  | 1      |
| 41    | Észak-Írország | 2.000  | 1      |
| 42    | Montenegró     | 1.500  | 1      |
| 43    | Málta          | 1.000  | 1      |
| 44    | Koszovó        | 1.000  | 1      |
| 45    | Lettország     | 1.000  | 1      |
| 46    | Moldova        | 0.500  | 1      |
| 47    | Macedónia      | 0.000  | 1      |
| 48    | Grúzia         | 0.000  | 1      |
| 49    | Luxemburg      | 0.000  | 1      |
| (NR)  | Andorra        | 0.000  | 0 (NI) |
| (NR)  | Örményország   | 0.000  | 0 (NI) |
| (NR)  | Azerbajdzsán   | 0.000  | 0 (NI) |
| (NR)  | Gibraltár      | 0.000  | 0 (NI) |
| (NR)  | Liechtenstein  | 0.000  | 0 (NI) |
| (NR)  | San Marino     | 0.000  | 0 (NI) |

Megjegyzés
- (NR) – Nincs rangsorolva
- (NI) – Nem indított csapatot a sorozatban

## Selejtezők

### Párosítások
| Forduló    | Sorsolás dátuma   | Mérkőzés dátuma       |
| ---------- | ----------------- | --------------------- |
| 1. forduló | 2020. október 22. | 2020. november 3–4.   |
| 2. forduló | 2020. november 6. | 2020. november 18–19. |

### 1. forduló
| 1. csapat            | Eredmény             | 2. csapat           |
| -------------------- | -------------------- | ------------------- |
| CSZKA Moszkva        | 2–0                  | Flora Tallinn       |
| ZsFK Minszk          | 3–0                  | Rīgas FS            |
| Spartak Subotica     | 4–0                  | Agarista Anenii Noi |
| Pomurje              | 3–0                  | Breznica Pljevlja   |
| Zsitlobud–2 Harkiv   | 9–0                  | Alaskert            |
| Okzsetpesz           | 1–2 (h.u.)           | Lancskhuti          |
| Valur Reykjavík      | 3–0                  | HJK Helsinki        |
| Vålerenga            | 7–0                  | KÍ Klaksvík         |
| Górnik Łęczna        | 4–1                  | Split               |
| Apóllon Lemeszú      | 3–0                  | Swansea City        |
| Gintra Universitetas | 4–0                  | Slovan Bratislava   |
| Ferencváros          | 6–1                  | Racing FC           |
| St. Pölten           | 2–0                  | Mitrovica           |
| NSZA Szófia          | 3–1                  | Kamenica Szasza     |
| Anderlecht           | 8–0                  | Linfield            |
| Glasgow City         | 0–0 (h.u.) (bü: 6–5) | Peamount United     |
| PAÓK Szaloniki       | 1–3                  | Benfica             |
| Olimpia Cluj         | 2–1                  | Birkirkara          |
| Vllaznia Shkodra     | 3–3 (h.u.) (bü: 3–2) | ALG Spor            |
| SFK 2000 Sarajevo    | 4–0                  | Ramat HaSharon      |

### Mérkőzések
| 2020. november 4. 15:00 (17:00 MSK) |

| CSZKA Moszkva                  | 2–0         | Flora Tallinn |
| ------------------------------ | ----------- | ------------- |
| Szmirnova 57' Beszpalikova 79' | Jegyzőkönyv |               |

| VEB Aréna, Moszkva Nézőszám: 646 Játékvezető: Jelena Međedović (szerb) |

| 2020. november 4. 10:00 (12:00 EET) |

| ZsFK Minszk                                               | 3–0         | Rīgas FS |
| --------------------------------------------------------- | ----------- | -------- |
| Kubicsnaja 18' Smatko 58' (11-esből) Akaba 80' (11-esből) | Jegyzőkönyv |          |

| FK Minszk Stadion, Minszk Nézőszám: 0 Játékvezető: Oxana Cruc (moldáv) |

| 2020. november 4. 19:00 |

| Spartak Subotica                   | 4–0         | Agarista Anenii Noi |
| ---------------------------------- | ----------- | ------------------- |
| Filipović 32' Slović 60' 70' 90+2' | Jegyzőkönyv |                     |

| Városi Stadion, Szabadka Nézőszám: 0 Játékvezető: Merima Čelik (bosznia-hercegovinai) |

| 2020. november 4. 13:00 |

| Pomurje                  | 3–0         | Breznica Pljevlja |
| ------------------------ | ----------- | ----------------- |
| Kolbl 39' 65' Kajzba 80' | Jegyzőkönyv |                   |

| Stadion Gornja Radgona, Gornja Radgona Nézőszám: 0 Játékvezető: Catarina Campos (portugál) |

| 2020. november 4. 13:00 (14:00 EET) |

| Zsitlobud–2 Harkiv                                                                                              | 9–0         | Alaskert |
| --- | ----------- | -------- |
| Filenko 6' Kalinyina 38' (11-esből) 46' Malahova 42' Tyitova 50' (11-esből) Angyruhiv 56' Panculaja 78' 81' 87' | Jegyzőkönyv |          |

| Bannikov Stadion, Kijev Nézőszám: 0 Játékvezető: Ana Terteleac (román) |

| 2020. november 4. 10:00 (15:00 ALMT) |

| Okzsetpesz  | 1–2 (h. u.) | Lancskhuti      |
| ----------- | ----------- | --------------- |
| Nuruseva 5' | Jegyzőkönyv | Cskonia 62' 95' |

| Kazsimukan Munajtpaszov Stadion, Simkent Nézőszám: 0 Játékvezető: Cansu Tiryaki (török) |

| 2020. november 4. 16:00 (15:00 WET) |

| Valur Reykjavík                                       | 3–0         | HJK Helsinki |
| ----------------------------------------------------- | ----------- | ------------ |
| Jónsdóttir 8' Jensen 20' Edvardsdóttir 36' (11-esből) | Jegyzőkönyv |              |

| Hlíðarendi, Reykjavík Nézőszám: 0 Játékvezető: Maika Vanderstichel (francia) |

| 2020. november 4. 18:00 |

| Vålerenga                                                                         | 7–0         | KÍ Klaksvík |
| --------------------------------------------------------------------------------- | ----------- | ----------- |
| Jensen 23' (11-esből) Nchout 25' 70' Thomsen 27' Tomter 79' Bott 81' Nygård 90+1' | Jegyzőkönyv |             |

| Intility Arena, Oslo Nézőszám: 200 Játékvezető: Ioanna Allayiotou (ciprusi) |

| 2020. november 4. 18:00 |

| Górnik Łęczna                             | 4–1         | Split     |
| ----------------------------------------- | ----------- | --------- |
| Hmírová 32' 71' Karczewska 68' Zdunek 78' | Jegyzőkönyv | Medić 77' |

| Városi Stadion, Łęczna Nézőszám: 0 Játékvezető: Louise Thompson (északír) |

| 2020. november 4. 14:00 (15:00 EET) |

| Apóllon Lemeszú                   | 3–0         | Swansea City |
| --------------------------------- | ----------- | ------------ |
| Hardy 5' Freda 44' (11-esből) 56' | Jegyzőkönyv |              |

| GSZ stadion, Lárnaka Nézőszám: 0 Játékvezető: Justina Lavrenovaitė-Perez (litván) |

| 2020. november 4. 14:00 (15:00 EET) |

| Gintra Universitetas                                      | 4–0         | Slovan Bratislava |
| --------------------------------------------------------- | ----------- | ----------------- |
| Kass 66' Carchio 79' Mucherera 85' Corneil 90' (11-esből) | Jegyzőkönyv |                   |

| Savivaldybė Stadion, Šiauliai Nézőszám: 151 Játékvezető: Ifeoma Kulmala (finn) |

| 2020. november 3. 17:00 |

| Ferencváros                                          | 6–1         | Racing FC         |
| ---------------------------------------------------- | ----------- | ----------------- |
| Ivanuša 6' Vágó 7' 62' Pusztai 42' 45+3' Cameron 58' | Jegyzőkönyv | Silva Machado 25' |

| Groupama Aréna, Budapest Nézőszám: 391 Játékvezető: Emanuela Rusta (albán) |

| 2020. november 4. 16:00 |

| St. Pölten                    | 2–0         | Mitrovica |
| ----------------------------- | ----------- | --------- |
| Klein 26' Eder 61' (11-esből) | Jegyzőkönyv |           |

| NV Arena, Sankt Pölten Nézőszám: 0 Játékvezető: Katarzyna Lisiecka-Sęk (lengyel) |

| 2020. november 4. 13:00 (14:00 EET) |

| NSZA Szófia                     | 3–1         | Kamenica Szasza  |
| ------------------------------- | ----------- | ---------------- |
| Penkova 17' 45+1' Georgieva 44' | Jegyzőkönyv | Dimitrovszka 35' |

| Vaszil Levszki Nemzeti Stadion, Szófia Nézőszám: 0 Játékvezető: Marina Krupszkaja (orosz) |

| 2020. november 4. 19:30 |

| Anderlecht                                                          | 8–0         | Linfield |
| ------------------------------------------------------------------- | ----------- | -------- |
| De Neve 10' 40' Wijnants 11' 17' De Caigny 31' 66' Wullaert 43' 72' | Jegyzőkönyv |          |

| Lotto Park, Brüsszel Nézőszám: 0 Játékvezető: Michèle Schmölzer (svájci) |

| 2020. november 4. 20:00 (19:00 GMT) |

| Glasgow City                                    | 0–0 (h. u.) | Peamount United                                           |
| ----------------------------------------------- | ----------- | --------------------------------------------------------- |
|                                                 | Jegyzőkönyv |                                                           |
| Büntetőpárbaj                                   |             |                                                           |
| Ross Howat Crichton Fulton Love McLauchlan Wyne | 6–5         | Lynch McEvoy O'Gorman Ryan-Doyle Duggan Walsh O'Callaghan |

| Broadwood Stadion, Cumbernauld Nézőszám: 0 Játékvezető: Sabina Bolić (horvát) |

| 2020. november 4. 13:30 (14:30 EET) |

| PAÓK Szaloniki | 1–3         | Benfica                         |
| -------------- | ----------- | ------------------------------- |
| Vardali 57'    | Jegyzőkönyv | Araújo 3' Lacasse 44' Amado 61' |

| Makedonikosz Stadion, Szaloniki Nézőszám: 0 Játékvezető: Kirsty Dowle (angol) |

| 2020. november 3. 14:00 (15:00 EET) |

| Olimpia Cluj          | 2–1         | Birkirkara     |
| --------------------- | ----------- | -------------- |
| Vella 56' Ciolacu 63' | Jegyzőkönyv | Sultana 45+11' |

| Kolozsvár Aréna, Kolozsvár Nézőszám: 0 Játékvezető: Alexandra Deligianni (görög) |

| 2020. november 3. 14:00 |

| Vllaznia Shkodra               | 3–3 (h. u.) | ALG Spor                                |
| ------------------------------ | ----------- | --------------------------------------- |
| Gjini 7' 70' Bajraktari 120+2' | Jegyzőkönyv | Seyfatdinova 53' Arhan 73' Civelek 118' |
| Büntetőpárbaj                  |             |                                         |
| Doci Franja Bajraktari Gjini   | 3–2         | Topçu Arhan Yanaç Hız Esen              |

| Loro Boriçi stadion, Shkodra Nézőszám: 0 Játékvezető: Meitar Shemesh (izrael) |

| 2020. november 3. 15:00 |

| SFK 2000 Sarajevo                                 | 4–0         | Ramat HaSharon |
| ------------------------------------------------- | ----------- | -------------- |
| Kapetanović 45' Kuć 67' Milinković 76' Jelčić 83' | Jegyzőkönyv |                |

| N/FSBiH Edzőközpont, Zenica Nézőszám: 0 Játékvezető: Irena Velevačkoska (macedón) |

### 2. forduló
| 1. csapat            | Eredmény             | 2. csapat          |
| -------------------- | -------------------- | ------------------ |
| Górnik Łęczna        | 2–1                  | Apóllon Lemeszú    |
| Gintra Universitetas | 0–7                  | Vålerenga          |
| Pomurje              | 4–1                  | Ferencváros        |
| Anderlecht           | 1–2                  | Benfica            |
| NSZA Szófia          | 0–7                  | Spartak Subotica   |
| SFK 2000 Sarajevo    | 0–2                  | Zsitlobud–2 Harkiv |
| Valur Reykjavík      | 1–1 (h.u.) (bü: 3–4) | Glasgow City       |
| St. Pölten           | 1–0                  | CSZKA Moszkva      |
| Vllaznia Shkodra     | 0–2                  | ZsFK Minszk        |
| Olimpia Cluj         | 0–1                  | Lancskhuti         |

### Mérkőzések
| 2020. november 18. 17:30 |

| Górnik Łęczna          | 2–1         | Apóllon Lemeszú     |
| ---------------------- | ----------- | ------------------- |
| Kamczyk 81' Zdunek 83' | Jegyzőkönyv | Freda 3' (11-esből) |

| Stadion Górnika Łęczna, Łęczna Nézőszám: 0 Játékvezető: Lizzy van Der Helm (holland) |

| 2020. november 19. 12:00 (13:00 EET) |

| Gintra Universitetas | 0–7         | Vålerenga                                                                                     |
| -------------------- | ----------- | --------------------------------------------------------------------------------------------- |
|                      | Jegyzőkönyv | Sigurðardóttir 19' Pedersen 33' Stefanović 45+1' 61' Nchout 62' Neverdauskaitė 70' Jensen 89' |

| Városi Stadion, Telšiai Nézőszám: 0 Játékvezető: Victoria Beyer (francia) |

| 2020. november 18. 13:00 |

| Pomurje                                  | 4–1         | Ferencváros             |
| ---------------------------------------- | ----------- | ----------------------- |
| Kolbl 27' Korošec 37' (11-esből) 73' 80' | Jegyzőkönyv | Mosdóczi 57' (11-esből) |

| Gornja Radgona Stadion, Gornja Radgona Nézőszám: 0 Játékvezető: Lois Otte (belga) |

| 2020. november 18. 19:30 |

| Anderlecht | 1–2         | Benfica        |
| ---------- | ----------- | -------------- |
| Tison 55'  | Jegyzőkönyv | Raysla 62' 78' |

| Lotto Park, Brüsszel Nézőszám: 0 Játékvezető: Henrikke Nervik (norvég) |

| 2020. november 18. 13:00 (14:00 EET) |

| NSZA Szófia | 0–7         | Spartak Subotica                                                 |
| ----------- | ----------- | ---------------------------------------------------------------- |
|             | Jegyzőkönyv | Slović 10' (11-esből) Filipović 19' Matić 42' 72' 90+3' Baka 74' |

| Vaszil Levszki Nemzeti Stadion, Szófia Nézőszám: 0 Játékvezető: Marina Aufschnaiter (osztrák) |

| 2020. november 19. 14:00 |

| SFK 2000 Sarajevo | 0–2         | Zsitlobud-2 Harkiv        |
| ----------------- | ----------- | ------------------------- |
|                   | Jegyzőkönyv | Panculaja 9' Kravcsuk 29' |

| N/FSBiH Edzőközpont, Zenica Nézőszám: 0 Játékvezető: María Dolores Martínez Madrona (spanyol) |

| 2020. november 18. 15:00 (14:00 WET) |

| Valur Reykjavík                                                              | 0–2 (h. u.) | Glasgow City                         |
| ---------------------------------------------------------------------------- | ----------- | ------------------------------------ |
| Edvardsdóttir 80'                                                            | Jegyzőkönyv | Crichton 51'                         |
| Büntetőpárbaj                                                                |             |                                      |
| Jónsdóttir Gísladóttir Jensen H. Eiríksdóttir Halldórsdóttir A. Eiríksdóttir | 3–4         | Crichton Fulton Love Wade Shine Wyne |

| Hlíðarendi, Reykjavík Nézőszám: 0 Játékvezető: Aleksandra Česen (szlovén) |

| 2020. november 19. 17:00 |

| St. Pölten          | 1–0         | CSZKA Moszkva |
| ------------------- | ----------- | ------------- |
| Eder 60' (11-esből) | Jegyzőkönyv |               |

| NV Arena, Sankt Pölten Nézőszám: 0 Játékvezető: Jelena Pejković (horvát) |

| 2020. november 19. 14:00 |

| Vllaznia Shkodra | 0–2         | ZsFK Minszk             |
| ---------------- | ----------- | ----------------------- |
|                  | Jegyzőkönyv | Szasz 33' Harlanova 84' |

| Loro Boriçi Stadion, Shkodra Nézőszám: 0 Játékvezető: Abigail Marriott (angol) |

| 2020. november 19. 14:00 (15:00 EET) |

| Olimpia Cluj | 0–1         | Lancskhuti  |
| ------------ | ----------- | ----------- |
|              | Jegyzőkönyv | Cskonia 64' |

| Kolozsvár Aréna, Kolozsvár Nézőszám: 0 Játékvezető: Zuzana Valentová (szlovák) |

## Ágrajz
|  | 1. forduló           | 1. forduló           | 1. forduló | 1. forduló | 1. forduló |  |  | Nyolcaddöntők       | Nyolcaddöntők       | Nyolcaddöntők   | Nyolcaddöntők   | Nyolcaddöntők |   |   | Negyeddöntők            | Negyeddöntők            | Negyeddöntők | Negyeddöntők | Negyeddöntők |   |   | Elődöntők | Elődöntők | Elődöntők | Elődöntők | Elődöntők |  |  | Döntő | Döntő | Döntő |  |
|  |                      |                      |            |            |            |  |  |                     |                     |                 |                 |               |   |   |                         |                         |              |              |              |   |   |           |           |           |           |           |  |  |       |       |       |  |
|  | Zsitlobud-2 Harkiv   | Zsitlobud-2 Harkiv   | 2          | 0          | 2          |  |  |                     |                     |                 |                 |               |   |   |                         |                         |              |              |              |   |   |           |           |           |           |           |  |  |       |       |       |  |
|  | BIIK Kazygurt (i)    | BIIK Kazygurt (i)    | 1          | 1          | 2          |  |  | BIIK Kazygurt       | BIIK Kazygurt       | 1               | 0               | 1             |   |   |                         |                         |              |              |              |   |   |           |           |           |           |           |  |  |       |       |       |  |
|  | Ajax Amszterdam      | Ajax Amszterdam      | 1          | 0          | 1          |  |  | Bayern München      | Bayern München      | 6               | 3               | 9             |   |   |                         |                         |              |              |              |   |   |           |           |           |           |           |  |  |       |       |       |  |
|  | Bayern München       | Bayern München       | 3          | 3          | 6          |  |  |                     |                     |                 |                 |               |   |   | Bayern München          | Bayern München          | 3            | 1            | 4            |   |   |           |           |           |           |           |  |  |       |       |       |  |
|  | Lancskhuti           | Lancskhuti           | 0          | 0          | 0          |  |  |                     |                     | Rosengård       | Rosengård       | 0             | 0 | 0 |                         |                         |              |              |              |   |   |           |           |           |           |           |  |  |       |       |       |  |
|  | Rosengård            | Rosengård            | 7          | 10         | 17         |  |  | Rosengård           | Rosengård           | 2               | 2               | 4             |   |   |                         |                         |              |              |              |   |   |           |           |           |           |           |  |  |       |       |       |  |
|  | St. Pölten           | St. Pölten           | 2          | 1          | 3          |  |  | St. Pölten          | St. Pölten          | 2               | 0               | 2             |   |   |                         |                         |              |              |              |   |   |           |           |           |           |           |  |  |       |       |       |  |
|  | Zürich               | Zürich               | 0          | 0          | 0          |  |  |                     |                     |                 |                 |               |   |   | Bayern München          | Bayern München          | 2            | 1            | 3            |   |   |           |           |           |           |           |  |  |       |       |       |  |
|  | Benfica              | Benfica              | 0          | 0          | 0          |  |  |                     |                     |                 |                 |               |   |   |                         |                         | Chelsea      | Chelsea      | 1            | 4 | 5 |           |           |           |           |           |  |  |       |       |       |  |
|  | Chelsea              | Chelsea              | 5          | 3          | 8          |  |  | Chelsea             | Chelsea             | 2               | 1               | 3             |   |   |                         |                         |              |              |              |   |   |           |           |           |           |           |  |  |       |       |       |  |
|  | Servette Chênois     | Servette Chênois     | 2          | 0          | 2          |  |  | Atlético Madrid     | Atlético Madrid     | 0               | 1               | 1             |   |   |                         |                         |              |              |              |   |   |           |           |           |           |           |  |  |       |       |       |  |
|  | Atlético Madrid      | Atlético Madrid      | 4          | 5          | 9          |  |  |                     |                     |                 |                 |               |   |   | Chelsea                 | Chelsea                 | 2            | 3            | 5            |   |   |           |           |           |           |           |  |  |       |       |       |  |
|  | Spartak Subotica     | Spartak Subotica     | 0          | 0          | 0          |  |  |                     |                     | VfL Wolfsburg   | VfL Wolfsburg   | 1             | 0 | 1 |                         |                         |              |              |              |   |   |           |           |           |           |           |  |  |       |       |       |  |
|  | VfL Wolfsburg        | VfL Wolfsburg        | 5          | 2          | 7          |  |  | VfL Wolfsburg       | VfL Wolfsburg       | 2               | 2               | 4             |   |   |                         |                         |              |              |              |   |   |           |           |           |           |           |  |  |       |       |       |  |
|  | FK Minsk             | FK Minsk             | 0          | 1          | 1          |  |  | Lillestrøm SK       | Lillestrøm SK       | 0               | 0               | 0             |   |   |                         |                         |              |              |              |   |   |           |           |           |           |           |  |  |       |       |       |  |
|  | Lillestrøm SK        | Lillestrøm SK        | 2          | 0          | 2          |  |  |                     |                     |                 |                 |               |   |   | Chelsea                 | Chelsea                 | 0            |              |              |   |   |           |           |           |           |           |  |  |       |       |       |  |
|  | Górnik Łęczna        | Górnik Łęczna        | 0          | 1          | 1          |  |  |                     |                     |                 |                 |               |   |   |                         |                         |              |              |              |   |   |           |           | Barcelona | Barcelona | 4         |  |  |       |       |       |  |
|  | Paris Saint-Germain  | Paris Saint-Germain  | 2          | 6          | 8          |  |  | Paris Saint-Germain | Paris Saint-Germain | 5               | 0               | 5             |   |   |                         |                         |              |              |              |   |   |           |           |           |           |           |  |  |       |       |       |  |
|  | Sparta Praha         | Sparta Praha         | 2          | 1          | 3          |  |  | Sparta Praha        | Sparta Praha        | 0               | 3               | 3             |   |   |                         |                         |              |              |              |   |   |           |           |           |           |           |  |  |       |       |       |  |
|  | Glasgow City         | Glasgow City         | 1          | 0          | 1          |  |  |                     |                     |                 |                 |               |   |   | Paris Saint-Germain (i) | Paris Saint-Germain (i) | 0            | 2            | 2            |   |   |           |           |           |           |           |  |  |       |       |       |  |
|  | Juventus             | Juventus             | 2          | 0          | 2          |  |  |                     |                     | Olympique Lyon  | Olympique Lyon  | 1             | 1 | 2 |                         |                         |              |              |              |   |   |           |           |           |           |           |  |  |       |       |       |  |
|  | Olympique Lyon       | Olympique Lyon       | 3          | 3          | 6          |  |  | Olympique Lyon      | Olympique Lyon      | 2               | 3               | 5             |   |   |                         |                         |              |              |              |   |   |           |           |           |           |           |  |  |       |       |       |  |
|  | Vålerenga            | Vålerenga            | –          | 1 (4)      | 1 (4)      |  |  | Brøndby             | Brøndby             | 0               | 1               | 1             |   |   |                         |                         |              |              |              |   |   |           |           |           |           |           |  |  |       |       |       |  |
|  | Brøndby (bü)         | Brøndby (bü)         | –          | 1 (5)      | 1 (5)      |  |  |                     |                     |                 |                 |               |   |   | Paris Saint-Germain     | Paris Saint-Germain     | 1            | 1            | 2            |   |   |           |           |           |           |           |  |  |       |       |       |  |
|  | PSV Eindhoven        | PSV Eindhoven        | 1          | 1          | 2          |  |  |                     |                     |                 |                 |               |   |   |                         |                         | Barcelona    | Barcelona    | 1            | 2 | 3 |           |           |           |           |           |  |  |       |       |       |  |
|  | Barcelona            | Barcelona            | 4          | 4          | 8          |  |  | Barcelona           | Barcelona           | 4               | 5               | 9             |   |   |                         |                         |              |              |              |   |   |           |           |           |           |           |  |  |       |       |       |  |
|  | Pomurje              | Pomurje              | 0          | 2          | 2          |  |  | Fortuna Hjørring    | Fortuna Hjørring    | 0               | 0               | 0             |   |   |                         |                         |              |              |              |   |   |           |           |           |           |           |  |  |       |       |       |  |
|  | Fortuna Hjørring     | Fortuna Hjørring     | 3          | 3          | 6          |  |  |                     |                     |                 |                 |               |   |   | Barcelona               | Barcelona               | 3            | 1            | 4            |   |   |           |           |           |           |           |  |  |       |       |       |  |
|  | Kopparbergs/Göteborg | Kopparbergs/Göteborg | 1          | 0          | 1          |  |  |                     |                     | Manchester City | Manchester City | 0             | 2 | 2 |                         |                         |              |              |              |   |   |           |           |           |           |           |  |  |       |       |       |  |
|  | Manchester City      | Manchester City      | 2          | 3          | 5          |  |  | Manchester City     | Manchester City     | 3               | 5               | 8             |   |   |                         |                         |              |              |              |   |   |           |           |           |           |           |  |  |       |       |       |  |
|  | Fiorentina           | Fiorentina           | 2          | 1          | 3          |  |  | Fiorentina          | Fiorentina          | 0               | 0               | 0             |   |   |                         |                         |              |              |              |   |   |           |           |           |           |           |  |  |       |       |       |  |
|  | Slavia Praha         | Slavia Praha         | 2          | 0          | 2          |  |  |                     |                     |                 |                 |               |   |   |                         |                         |              |              |              |   |   |           |           |           |           |           |  |  |       |       |       |  |

### 16 közé jutásért
Az Európai Labdarúgó-szövetség (UEFA) 2020. november 24-én sorsolta ki a női Bajnokok Ligája egyenes kieséses szakaszának 1. fordulójának párosítását.
| 1. csapat            | Össz.                | 2. csapat           | 1. mérk. | 2. mérk.   |
| -------------------- | -------------------- | ------------------- | -------- | ---------- |
| St. Pölten           | 3–0                  | Zürich              | 2–0      | 1–0        |
| Juventus             | 2–6                  | Olympique Lyon      | 2–3      | 0–3        |
| Pomurje              | 2–6                  | Fortuna Hjørring    | 0–3      | 2–3        |
| PSV Eindhoven        | 2–8                  | Barcelona           | 1–4      | 1–4        |
| Lancskhuti           | 0–17                 | Rosengård           | 0–7      | 0–10       |
| Spartak Subotica     | 0–7                  | VfL Wolfsburg       | 0–5      | 0–2        |
| Zsitlobud-2 Harkiv   | 2–2 (i)              | BIIK Kazygurt       | 2–1      | 0–1        |
| ZsFK Minszk          | 1–2                  | Lillestrøm SK       | 0–2      | 1–0        |
| Kopparbergs/Göteborg | 1–5                  | Manchester City     | 1–2      | 0–3        |
| Fiorentina           | 3–2                  | Slavia Praha        | 2–2      | 1–0        |
| Vålerenga            | 1–1 (h.u.) (bü: 4–5) | Brøndby             | –        | 1–1 (h.u.) |
| Górnik Łęczna        | 1–8                  | Paris Saint-Germain | 0–2      | 1–6        |
| Sparta Praha         | 3–1                  | Glasgow City        | 2–1      | 1–0        |
| Benfica              | 0–8                  | Chelsea             | 0–5      | 0–3        |
| Ajax Amszterdam      | 1–6                  | Bayern München      | 1–3      | 0–3        |
| Servette Chênois     | 2–9                  | Atlético Madrid     | 2–4      | 0–5        |

#### Mérkőzések
| 2020. december 9. 17:00 |

| St. Pölten            | 2–0         | Zürich |
| --------------------- | ----------- | ------ |
| Enzinger 71' Zver 75' | Jegyzőkönyv |        |

| NV Arena, Sankt Pölten Nézőszám: 0 Játékvezető: Ivana Martinčić (horvát) |

| 2020. december 17. 20:15 |

| Zürich | 0–1         | St. Pölten |
| ------ | ----------- | ---------- |
|        | Jegyzőkönyv | Makas 84'  |

| Letzigrund, Zürich Nézőszám: 0 Játékvezető: Cheryl Foster (walesi) |

| 2020. december 9. 15:00 |

| Juventus                | 2–3         | Olympique Lyon                               |
| ----------------------- | ----------- | -------------------------------------------- |
| Hurtig 16' Buchanan 38' | Jegyzőkönyv | Renard 30' (11-esből) Malard 68' Kumagai 88' |

| Juventus Stadion, Torino Nézőszám: 0 Játékvezető: Riem Hussein (német) |

| 2020. december 15. 19:00 |

| Olympique Lyon                       | 3–0         | Juventus |
| ------------------------------------ | ----------- | -------- |
| Marozsán 21' Malard 88' Cayman 90+1' | Jegyzőkönyv |          |

| Parc Olympique Lyonnais, Décines-Charpieu Nézőszám: 0 Játékvezető: Sara Persson (svéd) |

| 2020. december 9. 16:00 |

| Pomurje | 0–3         | Fortuna Hjørring               |
| ------- | ----------- | ------------------------------ |
|         | Jegyzőkönyv | George 45+1' 48' Holmgaard 59' |

| Stadion Gornja Radgona, Gornja Radgona Nézőszám: 0 Játékvezető: Ewa Augustyn (lengyel) |

| 2020. december 16. 19:00 |

| Fortuna Hjørring                          | 3–2         | Pomurje                |
| ----------------------------------------- | ----------- | ---------------------- |
| Snerle 45+1' M. Carstens 80' Andersen 81' | Jegyzőkönyv | Hofman 66' Kolbl 90+3' |

| Hjørring Stadion, Hjørring Nézőszám: 207 Játékvezető: Iuliana Demetrescu (román) |

| 2020. december 9. 16:30 |

| PSV Eindhoven | 1–4         | Barcelona                                             |
| ------------- | ----------- | ----------------------------------------------------- |
| Smits 89'     | Jegyzőkönyv | Hermoso 4' Van den Berg 45+1' Oshoala 66' Martens 75' |

| De Herdgang, Eindhoven Nézőszám: 0 Játékvezető: Olga Zadinová (cseh) |

| 2020. december 16. 17:00 |

| Barcelona                            | 4–1         | PSV Eindhoven |
| ------------------------------------ | ----------- | ------------- |
| Graham Hansen 4' 61' Martens 41' 75' | Jegyzőkönyv | Smits 90'     |

| Johan Cruyff Stadion, Sant Joan Despí Nézőszám: 0 Játékvezető: Ivana Projkovska (északmacedón) |

| 2020. december 9. 11:00 (14:00 GET) |

| Lancskhuti | 0–7         | Rosengård                                                                                            |
| ---------- | ----------- | --- |
|            | Jegyzőkönyv | Čanković 7' Rytting Kaneryd 18' Anvegård 20' Troelsgaard 26' Bennison 28' Viggósdóttir 32' Seger 74' |

| Mihail Meszhi Stadion-2, Tbiliszi Nézőszám: 0 Játékvezető: Reelika Turi (Estonia) (észt) |

| 2020. december 16. 18:00 |

| Rosengård                                                                                           | 10–0        | FK Lancskuti |
| --------------------------------------------------------------------------------------------------- | ----------- | ------------ |
| Troelsgaard 6' 56' Čanković 14' 49' 57' Anvegård 17' 68' Rytting Kaneryd 30' Bennison 32' Seger 48' | Jegyzőkönyv |              |

| Malmö IP, Malmö Nézőszám: 0 Játékvezető: Shona Shukrula (holland) |

| 2020. december 9. 15:00 |

| Spartak Subotica | 0–5         | VfL Wolfsburg                                    |
| ---------------- | ----------- | ------------------------------------------------ |
|                  | Jegyzőkönyv | Jakabfi 4' 55' Oberdorf 8' Janssen 33' Rauch 77' |

| Városi Stadion Nézőszám: 0 Játékvezető: Melis Özçiğdem (török) |

| 2020. december 16. 18:00 |

| VfL Wolfsburg               | 2–0         | Spartak Subotica |
| --------------------------- | ----------- | ---------------- |
| Rolfö 66' Van de Sanden 73' | Jegyzőkönyv |                  |

| AOK Stadion, Wolfsburg Nézőszám: 0 Játékvezető: Petra Pavlíková (szlovák) |

| 2020. december 9. 12:00 (13:00 EET) |

| Zsitlobud-2 Harkiv        | 2–1         | BIIK Kazygurt |
| ------------------------- | ----------- | ------------- |
| Filenko 30' Angyruhiv 59' | Jegyzőkönyv | Babsuk 50'    |

| Alekszej Butovszkij Vorszkla Stadion, Poltava Nézőszám: 0 Játékvezető: Justina Lavrenovaite (litván) |

| 2020. december 16. 07:00 (12:00 ALMT) |

| BIIK Kazygurt      | 1–0         | Zsitlobud-2 Harkiv |
| ------------------ | ----------- | ------------------ |
| Kulmagambetova 35' | Jegyzőkönyv |                    |

| Namyz Stadion, Simkent Nézőszám: 0 Játékvezető: Hrisztijana Guteva (bolgár) |

| 2020. december 9. 12:00 (14:00 EET) |

| ZsFK Minszk | 0–2         | Lillestrøm SK              |
| ----------- | ----------- | -------------------------- |
|             | Jegyzőkönyv | Haavi 2' Vanhaevermaet 56' |

| FK Minszk Stadion, Minszk Nézőszám: 0 Játékvezető: Sabina Bolić (horvát) |

| 2020. december 16. 18:30 |

| Lillestrøm SK | 0–1         | FK Minszk       |
| ------------- | ----------- | --------------- |
|               | Jegyzőkönyv | Szkorinyina 72' |

| Åråsen Stadion, Lillestrøm Nézőszám: 0 Játékvezető: Maria Marotta (olasz) |

| 2020. december 9. 16:00 |

| Kopparbergs/Göteborg | 1–2         | Manchester City       |
| -------------------- | ----------- | --------------------- |
| Bøe Risa 2'          | Jegyzőkönyv | Stanway 41' Mewis 76' |

| Valhalla IP, Göteborg Nézőszám: 0 Játékvezető: Jana Adámková (cseh) |

| 2020. december 16. 16:00 (15:00 GMT) |

| Manchester City          | 3–0         | Kopparbergs/Göteborg |
| ------------------------ | ----------- | -------------------- |
| Hemp 37' Stanway 65' 68' | Jegyzőkönyv |                      |

| Academy Stadion, Manchester Nézőszám: 0 Játékvezető: Kulcsár Katalin (magyar) |

| 2020. december 10. 14:00 |

| Fiorentina            | 2–2         | Slavia Praha             |
| --------------------- | ----------- | ------------------------ |
| Quinn 4' Sabatino 79' | Jegyzőkönyv | Persson 40' Divišová 59' |

| Artemio Franchi Stadion, Firenze Nézőszám: 0 Játékvezető: Rebecca Welch (angol) |

| 2020. december 16. 14:00 |

| Slavia Praha | 0–1         | Fiorentina     |
| ------------ | ----------- | -------------- |
|              | Jegyzőkönyv | Sabatino 90+5' |

| Sinobo Stadion, Prága Nézőszám: 0 Játékvezető: Tess Olofsson (svéd) |

| 2021. február 11. 15:00 |

| Brøndby                               | 1–1 (h. u.) | Vålerenga                                       |
| ------------------------------------- | ----------- | ----------------------------------------------- |
| Hasbo 78'                             | Jegyzőkönyv | Stefanović 16' (11-esből)                       |
| Büntetőpárbaj                         |             |                                                 |
| Nielsen Hasbo Christiansen Gejl Lamti | 5–4         | Sigurðardóttir Stefanović Thomsen Jensen Nygård |

| Brøndby Stadion, Brøndby Nézőszám: 0 Játékvezető: Kulcsár Katalin (magyar) |

| 2020. december 10. 17:00 |

| Górnik Łęczna | 0–2         | Paris Saint-Germain       |
| ------------- | ----------- | ------------------------- |
|               | Jegyzőkönyv | Huitema 17' Baltimore 25' |

| Stadion Miejski, Łęczna Nézőszám: 0 Játékvezető: Lorraine Watson (skót) |

| 2020. december 16. 15:00 |

| Paris Saint-Germain                                        | 6–1         | Górnik Łęczna |
| ---------------------------------------------------------- | ----------- | ------------- |
| Nadim 21' Huitema 24' Paredes 32' 89' Katoto 43' Diani 51' | Jegyzőkönyv | Kamczyk 62'   |

| Stade Municipal Georges Lefèvre, Saint-Germain-en-Laye Nézőszám: 0 Játékvezető: Jelena Pejković (horvát) |

| 2020. december 9. 15:00 |

| Sparta Praha                   | 2–1         | Glasgow City |
| ------------------------------ | ----------- | ------------ |
| L. Martínková 34' Dlasková 41' | Jegyzőkönyv | Wojcik 51'   |

| Letní Stadion, Chomutov Nézőszám: 0 Játékvezető: Urbán Eszter (magyar) |

| 2020. december 16. 20:00 (19:00 GMT) |

| Glasgow City | 0–1         | Sparta Praha     |
| ------------ | ----------- | ---------------- |
|              | Jegyzőkönyv | L. Martínková 7' |

| Broadwood Stadion, Cumbernauld Nézőszám: 0 Játékvezető: Silvia Domingos (portugál) |

| 2020. december 9. 16:00 (15:00 WET) |

| Benfica | 0–5         | Chelsea                                        |
| ------- | ----------- | ---------------------------------------------- |
|         | Jegyzőkönyv | Kirby 2' 33' Bright 29' Harder 45' England 54' |

| Benfica Campus, Seixal Nézőszám: 0 Játékvezető: Esther Staubli (Switzerland) (svájci) |

| 2020. december 16. 20:00 (19:00 GMT) |

| Chelsea                    | 3–0         | Benfica |
| -------------------------- | ----------- | ------- |
| England 28' 90+1' Kerr 65' | Jegyzőkönyv |         |

| Kingsmeadow, Kingston upon Thames Nézőszám: 0 Játékvezető: Lina Lehtovaara (finn) |

| 2020. december 10. 18:00 |

| Ajax Amszterdam  | 1–3         | Bayern München                         |
| ---------------- | ----------- | -------------------------------------- |
| Van de Velde 79' | Jegyzőkönyv | de Sanders 57' Lohmann 69' Laudehr 86' |

| Sportpark De Toekomst, Duivendrecht Nézőszám: 0 Játékvezető: Pernilla Larsson (svéd) |

| 2020. december 16. 18:00 |

| Bayern München                                     | 3–0         | Ajax Amszterdam |
| -------------------------------------------------- | ----------- | --------------- |
| Beerensteyn 1' Schüller 47' Lohmann 69' (11-esből) | Jegyzőkönyv |                 |

| FC Bayern Campus, München Nézőszám: 0 Játékvezető: Anasztaszija Pusztovojtova (orosz) |

| 2020. december 9. 18:00 |

| Servette Chênois                   | 2–4         | Atlético Madrid                                     |
| ---------------------------------- | ----------- | --------------------------------------------------- |
| Serrano 18' Lagonia 32' (11-esből) | Jegyzőkönyv | Soulard 21' Ludmila 47' Castellanos 55' Laurent 90' |

| Stade de Genève, Genf Nézőszám: 0 Játékvezető: Henrikke Nervik (norvég) |

| 2020. december 15. 20:30 |

| Atlético Madrid                                                   | 5–0         | Servette |
| ----------------------------------------------------------------- | ----------- | -------- |
| Santos 14' Castellanos 45' Tounkara 62' Duggan 72' Sampedro 90+3' | Jegyzőkönyv |          |

| Centro Deportivo Wanda Alcalá de Henares, Madrid Nézőszám: 0 Játékvezető: Frida Nielsen (dán) |

### Nyolcaddöntők
| 1. csapat           | Össz. | 2. csapat        | 1. mérk. | 2. mérk. |
| ------------------- | ----- | ---------------- | -------- | -------- |
| VfL Wolfsburg       | 4–0   | Lillestrøm SK    | 2–0      | 2–0      |
| Barcelona           | 9–0   | Fortuna Hjørring | 4–0      | 5–0      |
| Rosengård           | 4–2   | St. Pölten       | 2–2      | 2–0      |
| BIIK Kazygurt       | 1–9   | Bayern München   | 1–6      | 0–3      |
| Manchester City     | 8–0   | Fiorentina       | 3–0      | 5–0      |
| Paris Saint-Germain | 5–3   | Sparta Praha     | 5–0      | 0–3      |
| Olympique Lyon      | 5–1   | Brøndby          | 2–0      | 3–1      |
| Chelsea             | 3–1   | Atlético Madrid  | 2–0      | 1–1      |

#### Mérkőzések
| 2021. március 3. 18:15 |

| VfL Wolfsburg | 2–0         | Lillestrøm SK |
| ------------- | ----------- | ------------- |
| Popp 2' 59'   | Jegyzőkönyv |               |

| AOK Stadion, Wolfsburg Nézőszám: 0 Játékvezető: Désirée Grundbacher (svájci) |

| 2021. március 10. 14:00 |

| LSK Kvinner | 0–2         | VfL Wolfsburg                 |
| ----------- | ----------- | ----------------------------- |
|             | Jegyzőkönyv | Gausdal 43' Syrstad Engen 45' |

| Alcufer Stadion, Győr Nézőszám: 0 Játékvezető: Sandra Bastos (Portugal) (portugál) |

| 2021. március 3. 16:45 |

| Barcelona                        | 4–0         | Fortuna Hjørring |
| -------------------------------- | ----------- | ---------------- |
| Hermoso 12' 18' 57' Putellas 82' | Jegyzőkönyv |                  |

| Johan Cruyff Stadion, Sant Joan Despí Nézőszám: 0 Játékvezető: Shona Shukrula (holland) |

| 2021. március 10. 15:55 |

| Fortuna Hjørring | 0–5         | Barcelona                                                         |
| ---------------- | ----------- | ----------------------------------------------------------------- |
|                  | Jegyzőkönyv | Bonmatí 36' 49' Caldentey 55' (11-esből) Oshoala 79' Torrejón 86' |

| Hjørring Stadion, Hjørring Nézőszám: 0 Játékvezető: Lorraine Watson (skót) |

| 2021. március 3. 18:00 |

| Rosengård                   | 2–2         | St. Pölten   |
| --------------------------- | ----------- | ------------ |
| Troelsgaard 68' Seger 90+4' | Jegyzőkönyv | Zver 21' 46' |

| Malmö IP, Malmö Nézőszám: 0 Játékvezető: Riem Hussein (német) |

| 2021. március 10. 20:30 |

| St. Pölten | 0–2         | Rosengård             |
| ---------- | ----------- | --------------------- |
|            | Jegyzőkönyv | Seger 26' Larsson 42' |

| NV Arena, Sankt Pölten Nézőszám: 0 Játékvezető: Anasztaszija Pusztovojtova (orosz) |

| 2021. március 4. 07:00 (12:00 ALMT) |

| BIIK Kazygurt  | 1–6         | Bayern München                                                                        |
| -------------- | ----------- | ------------------------------------------------------------------------------------- |
| Kundananji 81' | Jegyzőkönyv | Beerensteyn 10' Schüller 27' Dallmann 47' 90' (11-esből) Glas 62' Vilhjálmsdóttir 68' |

| Namyz Stadion, Simkent Nézőszám: 0 Játékvezető: Katerina Monzul (ukrán) |

| 2021. március 10. 18:15 |

| Bayern München                                                | 3–0         | BIIK Kazygurt |
| ------------------------------------------------------------- | ----------- | ------------- |
| Magull 2' (11-esből) Boye Sørensen 35' Lohmann 60' (11-esből) | Jegyzőkönyv |               |

| FC Bayern Campus, München Nézőszám: 0 Játékvezető: Iuliana Demetrescu (román) |

| 2021. március 3. 17:45 (16:45 GMT) |

| Manchester City            | 3–0         | Fiorentina |
| -------------------------- | ----------- | ---------- |
| Hemp 2' White 4' Mewis 89' | Jegyzőkönyv |            |

| Academy Stadion, Manchester Nézőszám: 0 Játékvezető: Monika Mularczyk (lengyel) |

| 2021. március 11. 14:00 |

| Fiorentina | 0–5         | Manchester City                                |
| ---------- | ----------- | ---------------------------------------------- |
|            | Jegyzőkönyv | White 9' 32' Weir 18' (11-esből) Mewis 60' 79' |

| Artemio Franchi Stadion, Firenze Nézőszám: 0 Játékvezető: Esther Staubli (svájci) |

| 2021. március 9. 16:00 |

| Paris Saint-Germain                                | 5–0         | Sparta Praha |
| -------------------------------------------------- | ----------- | ------------ |
| Katoto 29' 36' Bachmann 55' Lawrence 64' Luana 79' | Jegyzőkönyv |              |

| Stade Municipal Georges Lefèvre, Saint-Germain-en-Laye Nézőszám: 0 Játékvezető: Frida Nielsen (dán) |

| 2021. március 17. 14:30 |

| Sparta Praha | 3–0         | Paris Saint-Germain |
| ------------ | ----------- | ------------------- |
|              | Jegyzőkönyv |                     |

| Letní Stadion, Chomutov Nézőszám: 0 Játékvezető: Kulcsár Katalin (magyar) |

| 2021. március 4. 16:00 |

| Olympique Lyon          | 2–0         | Brøndby |
| ----------------------- | ----------- | ------- |
| Parris 30' Malard 90+3' | Jegyzőkönyv |         |

| Parc Olympique Lyonnais, Décines-Charpieu Nézőszám: 0 Játékvezető: Henrikke Nervik (norvég) |

| 2021. március 10. 13:55 |

| Brøndby          | 1–3         | Lyon                                        |
| ---------------- | ----------- | ------------------------------------------- |
| Christiansen 11' | Jegyzőkönyv | Parris 32' Malard 42' Renard 50' (11-esből) |

| Brøndby Stadion, Brøndby Nézőszám: 0 Játékvezető: Ivana Martinčić (horvát) |

| 2021. március 3. 20:00 (19:00 GMT) |

| Chelsea                         | 2–0         | Atlético Madrid |
| ------------------------------- | ----------- | --------------- |
| Mjelde 58' (11-esből) Kirby 64' | Jegyzőkönyv |                 |

| Kingsmeadow, Kingston upon Thames Nézőszám: 0 Játékvezető: Tess Olofsson (svéd) |

| 2021. március 10. 13:30 |

| Atlético Madrid | 1–1         | Chelsea               |
| --------------- | ----------- | --------------------- |
| Laurent 90+3'   | Jegyzőkönyv | Mjelde 77' (11-esből) |

| Stadio Brianteo, Monza Nézőszám: 0 Játékvezető: Stéphanie Frappart (francia) |

### Negyeddöntők
| 1. csapat           | Össz.   | 2. csapat       | 1. mérk. | 2. mérk. |
| ------------------- | ------- | --------------- | -------- | -------- |
| Bayern München      | 4–0     | Rosengård       | 3–0      | 1–0      |
| Paris Saint-Germain | 2–2 (a) | Olympique Lyon  | 0–1      | 2–1      |
| Barcelona           | 4–2     | Manchester City | 3–0      | 1–2      |
| Chelsea             | 5–1     | VfL Wolfsburg   | 2–1      | 3–0      |

#### Mérkőzések
| 2021. március 24. 19:00 |

| Bayern München                       | 3–0         | Rosengård |
| ------------------------------------ | ----------- | --------- |
| Dallmann 9' Bühl 28' Beerensteyn 65' | Jegyzőkönyv |           |

| FC Bayern Campus, München Nézőszám: 0 Játékvezető: Lina Lehtovaara (finn) |

| 2021. április 1. 19:00 |

| Rosengård | 0–1         | Bayern München |
| --------- | ----------- | -------------- |
|           | Jegyzőkönyv | Schüller 22'   |

| Malmö IP, Malmö Nézőszám: 0 Játékvezető: Olga Zadinová (cseh) |

| 2021. március 24. 18:00 |

| Paris Saint-Germain | 0–1         | Olympique Lyon        |
| ------------------- | ----------- | --------------------- |
|                     | Jegyzőkönyv | Renard 86' (11-esből) |

| Parc des Princes, Paris Nézőszám: 0 Játékvezető: Esther Staubli (svájci) |

| 2021. április 18. 14:00 |

| Lyon       | 1–2         | Paris Saint-Germain   |
| ---------- | ----------- | --------------------- |
| Macario 4' | Jegyzőkönyv | Geyoro 25' Renard 61' |

| Parc Olympique Lyonnais, Décines-Charpieu Nézőszám: 0 Játékvezető: Ivana Martinčić (horvát) |

| 2021. március 24. 12:30 |

| Barcelona                                        | 3–0         | Manchester City |
| ------------------------------------------------ | ----------- | --------------- |
| Oshoala 35' Caldentey 53' (11-esből) Hermoso 86' | Jegyzőkönyv |                 |

| Stadio Brianteo, Monza Nézőszám: 0 Játékvezető: Tess Olofsson (svéd) |

| 2021. március 31. 17:00 (16:00 GMT) |

| Manchester City                 | 2–1         | Barcelona   |
| ------------------------------- | ----------- | ----------- |
| Beckie 20' Mewis 68' (11-esből) | Jegyzőkönyv | Oshoala 59' |

| Academy Stadion, Manchester Nézőszám: 0 Játékvezető: Monika Mularczyk (lengyel) |

| 2021. március 24. 17:00 |

| Chelsea             | 2–1         | VfL Wolfsburg          |
| ------------------- | ----------- | ---------------------- |
| Kerr 55' Harder 66' | Jegyzőkönyv | Janssen 70' (11-esből) |

| Szusza Ferenc Stadion, Budapest Nézőszám: 0 Játékvezető: Jana Adámková (cseh) |

| 2021. március 31. 14:00 |

| VfL Wolfsburg | 0–3         | Chelsea                                  |
| ------------- | ----------- | ---------------------------------------- |
|               | Jegyzőkönyv | Harder 27' (11-esből) Kerr 32' Kirby 81' |

| Szusza Ferenc Stadion, Budapest Nézőszám: 0 Játékvezető: Anasztaszija Pusztovojtova (orosz) |

### Elődöntők
| 1. csapat           | Össz. | 2. csapat | 1. mérk. | 2. mérk. |
| ------------------- | ----- | --------- | -------- | -------- |
| Paris Saint-Germain | 2–3   | Barcelona | 1–1      | 1–2      |
| Bayern München      | 3–5   | Chelsea   | 2–1      | 1–4      |

#### Mérkőzések
| 2021. április 25. 15:00 |

| Paris Saint-Germain | 1–1         | Barcelona   |
| ------------------- | ----------- | ----------- |
| Cook 21'            | Jegyzőkönyv | Hermoso 13' |

| Stade Municipal Georges Lefèvre, Paris Nézőszám: 0 Játékvezető: Olga Zadinová (cseh) |

| 2021. május 2. 12:00 |

| Barcelona      | 2–1         | Paris Saint-Germain |
| -------------- | ----------- | ------------------- |
| Martens 8' 31' | Jegyzőkönyv | Katoto 34'          |

| Johan Cruyff Stadion, Sant Joan Despí Nézőszám: 981 Játékvezető: Anasztaszija Pusztovojtova (orosz) |

| 2021. április 25. 17:00 |

| Bayern München       | 2–1         | Chelsea     |
| -------------------- | ----------- | ----------- |
| Lohmann 12' Glas 56' | Jegyzőkönyv | Leupolz 23' |

| FC Bayern Campus, München Nézőszám: 0 Játékvezető: Sara Persson (svéd) |

| 2021. május 2. 13:30 (12:30 GMT) |

| Chelsea                            | 4–1         | Bayern München |
| ---------------------------------- | ----------- | -------------- |
| Kirby 11' 90+5' Csi 43' Harder 84' | Jegyzőkönyv | Zadrazil 29'   |

| Kingsmeadow, Kingston upon Thames Nézőszám: 0 Játékvezető: Esther Staubli (svájci) |

### Döntő
| 2021. május 16. 21:00 |

| Chelsea | 0–4         | Barcelona                                                 |
| ------- | ----------- | --------------------------------------------------------- |
|         | Jegyzőkönyv | Leupolz 1' Putellas 14' (11-esből) Bonmatí 21' Hansen 36' |

| Gamla Ullevi, Göteborg Nézőszám: 0 Játékvezető: Riem Hussein (német) |

| A 2020–2021-es UEFA Női Bajnokok Ligája győztese |
| ------------------------------------------------ |
| Barcelona 1. cím                                 |

## Statisztikák

### Góllövőlista
| H. | Név                     | Csapat              | Gól |
| -- | ----------------------- | ------------------- | --- |
| 1  | Jennifer Hermoso        | Barcelona           | 6   |
| 1  | Fran Kirby              | Chelsea             | 6   |
| 3  | Lieke Martens           | Barcelona           | 5   |
| 3  | Samantha Mewis          | Manchester City     | 5   |
| 5  | Jelena Čanković         | Rosengård           | 4   |
| 5  | Pernille Harder         | Chelsea             | 4   |
| 5  | Marie-Antoinette Katoto | Paris Saint-Germain | 4   |
| 5  | Špela Kolbl             | Pomurje             | 4   |
| 5  | Sydney Lohmann          | Bayern München      | 4   |
| 5  | Melvine Malard          | Olympique Lyon      | 4   |
| 5  | Asisat Oshoala          | Barcelona           | 4   |
| 5  | Natja Panculaja         | Zsitlobud-2 Harkiv  | 4   |
| 5  | Violeta Slović          | Spartak Subotica    | 4   |
| 5  | Sanne Troelsgaard       | Rosengård           | 4   |